# Sakis Tolis
Sakis Tolis (pravo ime Atanasios Tolis, gr. Σάκης Τόλης / Αθανάσιος Τόλης, Atena, 29. lipnja 1972.) grčki je glazbenik, gitarist i pjevač. Najpoznatiji je kao pjevač i gitarist grčkog black metal-sastava Rotting Christ, koji je osnovao s bratom Themisom i Jimom Patsourisom. Također se služi pseudonimom Necromayhem. Svira i u skupini Thou Art Lord, koju je osnovao s članovima ostalih grčkih sastava kao što Septicflesh i Necromantia.

## Diskografija

### Rotting Christ
- Thy Mighty Contract (1993.)
- Non Serviam (1994.)
- Triarchy of the Lost Lovers (1996.)
- A Dead Poem (1997.)
- Sleep of the Angels (1999.)
- Khronos (2000.)
- Genesis (2002.)
- Sanctus Diavolos (2004.)
- Theogonia (2007.)
- Aealo (2010.)
- Κατά τον δαίμονα εαυτού (2013.)
- Rituals (2016.)
- The Heretics (2019.)

### Thou Art Lord
- Eosforos (1994.)
- Apollyon (1996.)
- DV8 (2002.)
- Orgia Daemonicum (2005.)
- The Regal Pulse of Lucifer (2013.)

### Desolation
- Weird Tales of Madness (Split) (1991.)
- Empire of the Damned (EP) (2021.)

### NEKPΩN IAXEΣ
- The Oracles (2021.)

### Solo
- Among the Fires of Hell (2022.)

### Gostovanja i drugi radovi
- Varathron - His Majesty at the Swamp (1993.) - gostujuće gitare na "Lustful Father"
- Horrified - Animal (1998) - (dodatni vokali)
- Swan Christy - Today Died Yesterday (1999.) - gostujući vokal u "The Benefactor" (prijavljen kao Sakis)
- Deva Noctua Entropia - Transerpentual (2003) - (dodatni vokali)
- Soulskinner - Bleeding the Grotesque (2003) - gostujući vokal na "Nocturnal Supremacy"
- Out of the Lair - Psychotears (2003.) - gostujući vokali na "Psychotears" i "Out of the Lair"
- Astarte - Sirens (2004.) - gostujući vokal na "Oceanus Procellarum (Liquid Tomb)"
- Opened Paradise - Occult (2004) - Miksanje, Mastering
- Deva Noctua Entropia - Be Sinking in Marshland (2005.) - producent
- Desolation - Demented Satanic Uprise (Demo) (2005) - Mastering, Miksanje
- Desolation - Eternity of Hell (2006) - Miksanje, Mastering
- Nergal - Absinthos (2006) - (gitare) (prijavljen kao Necromayhem)
- Such Defiled - Daemonspawn (2007.) - prateći gostujući vokali na "...and They Shall Fear the Night" (prijavljen kao Sakis)
- Aherusia - And the Tides Shall Reveal the Traces (2009) - Miksanje, Mastering
- Nightrage - Wearing a Martyr's Crown (2009.) - gostujući vokal na "Mocking Modesty"
- Kawir - To Uranus (EP) (2010) - gostujući vokal na "Sword of Dardanus"
- Daylight Misery - Depressive Icons (2010.) - gostujući vokal na "Infinity"
- Rex Mundi - Perception in Design (2010.) - prateći gostujući vokal na "Demise Machine"
- Of the Archaangel - The Extraphysicallia (2011.) - gostujući vokal na "Water Flows Through the Slimy Walls"
- Riul Doamnel - Fatima (2011.) - dodatni gostujući vokal na "Of Misery and the Final Hope"
- Antidrasi - Όρκος Του Μίσους (2012.) - gostujući vokal na "Όλα Τα Όρια Είναι Μια Παραίσθηση" (prijavljen kao Σάκης)
- Wish Upon a Star - Something to Hold Onto (2012) - Mastering
- Another One Falls - Mind is Set (2012) - Mastering
- Galadriel - The 7th Queen Enthroned (2012.) - prateći gostujući vokal na "Still Not Dead Enough"
- Blynd - Punishment Unfolds (2012) - dodatni gostujući vokali na "As Punishment Unfolds"
- Nekkar - Self-titled album (2013.) - dodatni gostujući vokali na "Uncomfortable Silence"
- Ecnephias - Necrogod (2013) - gostujući vokal na "Voodoo - Daughter of Idols"
- Endsight - A Vicious Circle (2013) - Mastering
- Poemisia - La Danza Degli Spiriti (2013) - gostujući vokal na "Anemone"
- Under Threat - The Manifested Void (2013) - prateći vokali na "Into the Great Unknown"
- Mohammad - Lamnè gastama (2014.) - gostujući vokal na "Hapsía" (nenaveden)
- Katavasia - Sacrilegious Testament (2015) - gostujući vokal na "The Chariot of Emperor"
- Melechesh - Enki (2015) - gostujući vokal na "Enki - Divine Nature Awoken"
- Negură Bunget - Tău (2015) - dodatni gostujući vokal na "Tărîm vîlhovnicesc"
- Uzdah - Graveward (2015.) - prateći gostujući vokali na "Dwellers in a Dream"
- Galadriel - Lost in the Ryhope Wood (EP) (2015) - gostujući vokal na "Strong One Against the Storm" (prijavljen kao Necromayhem)
- Spartan - The Fall of Olympus (2015) - gostujući vokal na "Sons of Sparta"
- Darkend - The Canticle of Shadows (2016.) - gostujući vokal na "Congressus cum Dæmone"
- Principality of Hell - Sulfur & Bane (2016.) - gostujući vokal na "Blasphemer (Sodom Cover)" (prijavljen kao Sakis)
- Enviktas - Denali (singl) (2016.)
- Mahakala - The Second Fall (2017) - gostujući vokal na "Wrath of the Lucifer (Infidels)"
- Lloth - Athanati (2017) - dodatni gostujući vokal na "Hell (Is a Place On Earth)"
- Χαοτικό Τέλος - Υπόσχεση (2017.) - gostujući vokal na "Χαμένος (Lost)"
- Deviser - Howling Flames (EP) (2017) - gostujući vokal na "Black Mass"
- Melted Space - Darkening Light (2018) - gostujući vokal (kao Time)
- Temple of Perdition - Tetragrammaton (2018) - dodatni gostujući vokali na "The Last Temptation"
- Enthroned Serpent - Towards the Unknown (2018) - prateći gostujući vokali na "Elixir of Existence"
- Malediction 666 - We, Demons (2019) - gostujući vokal na "Unmasked Savior"
- Order of the Ebon Hand - VII: The Chariot (2019) - gostujući vokal na "Sabnocku"
- Formicarius - Rending the Veil of Flesh (2019) - dodatni gostujući vokali na "Early Will I Seek Thee"
- Γιάννης Αγγελάκας, Νίκος Βελιώτης - Λύκοι Στη Χώρα Των Θαυμάτων (2019) - gost napisao na "10 Miles High"
- ΩΝ - Ανέγνων, έγνων, κατέγνων (2019) - dodatni gostujući vokali na "Πάντων αρχή ζεύς"
- Dominia - The Wilthering of the Rose (2020.) - gostujući vokal na "My Flesh and the Sacred River"
- Macabre Omen - Anamneses (Compilation) (2020.) - prateći gostujući vokali na "Anamneses from the Past (Sirens Calling)"
- Tomorrow's Rain - Hollow (2020) - gostujući vokal na "In the Corner of a Dead End Street"
- Varathron - Glorification Under the Latin Moon (2020) - tekstopisac (prijavljen kao Necromayhem)
- Aetherian - Primordial Woods (Single) (2021.)
- Asakta - Cold Winter Rain (Demo) (2021) - Mastering (Prijavljen kao Sakis)
- North of South - The Tides in Our Veins (2021.) - gostujući vokal na "Just Fourteen Seconds"
- Tales of the Old - The Book of Chaos (2021.) - gostujući vokal na "The Invocation"
- Anomalie - Tranceformation (2021) - dodatni gostujući vokali na "Trance V: Cerulean Sun"
- Daylight Misery - Crv rak (singl) (2021.)
- Black Void - Antithesis (2022) - gostujući vokal na "Dadaist Digust"
- Manowar - Highlights from the Revenge of Odysseus (EP) (2022.) - gostujuća naracija na "Telemachus - Part I" (Također zasluga lirske pjesme za "Odysseus" & Calypso - The Island of Ogygia")
- Incantvm - Strigae (2022) - (zborski vokal)
- Insomnium - Anno 1696 (2023) - gostujući vokal na "White Christ"
- Damnation's Hammer - Into the Silent Nebula (2023) - gostujuća naracija na "The Silent Nebula"
- Varg - Ewige Wacht (CD2: Guests) (2023.) - gostujući vokal na "Immer Treu" (Rotting Christ)
- Suicidal Angels - Profane Prayer (2024.) - gostujući vokal na "Deathstalker"

## Filmografija
- Rotting Christ: In Domine Sathana (Video 2003) - Himself (kao Sakis)
- Black Metal: The Norwegian Legacy? (Video 2008) - Himself (Rotting Christ)
- Brutal Legend (Video Game 2009) (writer: "Ad Noctis")
- Black Metal: The Music of Satan (Video 2011) - Himself (Uncredited)
- Ta Stekia: Istories Agoraiou Politismou Rodon Live! Episode (TV Series (2014) - Himself
- Fraktura: Episode dated 17 July 2016 (TV Series 2016) - Himself
- Ta Stekia: Istories Agoraiou Politismou Ta Metaladika Episode (TV Series 2019) - Himself
- Gravis Terrae (2021) - Composer
- Cover Your Ears (Documentary 2023) - Himself